# Йоханнесбургская и Преторийская митрополия
Йоханнесбу́ргская и Претори́йская митропо́лия (греч. Ιερά Μητρόπολη Ιωαννουπόλεως και Πρετόριας) — епархия Александрийской Православной Церкви на территории провинций ЮАР: Мпумаланга, Лимпопо, Гаутенг, Северо-Западной.

## История
Первая греческая православная община в Йоханнесбурге возникла в 1907 году, по инициативе верующих в 1912 году был заложен храм во имя равноапостольных Константина и Елены.
В 1928 году в связи с притоком большого числа греков-эмигрантов в рудный район Витватерсранд (ныне на территории ЮАР) Патриарх Мелетий II, к тому времени сделавший всю Африку канонической территорией Александрийской православной церкви, образовал Йоханнесбургскую митрополию. Новая епархия охватывала африканские страны, расположенные от Экваториальной Африки до мыса Доброй Надежды. кафедра находилась в Йоханнесбурге.
В 1958 году из состава Йоханнесбургской и Преторийской митрополии были выделены новые епархии Александрийского Патриархата: Центральноафриканская митрополия, Восточноафриканская митрополия и Западноафриканская митрополия.
14 ноября 1968 года были образованы митрополии Мыса Доброй Надежды и Родезийская митрополии, которым отошла большая часть территории Йоханнесбургской митрополии. После этого её территория ограничилась северо-восточными провинциями ЮАР округ городов Йоханнесбург и Претория.
5 ноября 1997 года во время пастырского визита Патриарх Пётр VII заложил камень основания первого миссионерского центра в Южной Африке на участке земли между Преторией и Хартбиспуртдамом, который был подарен набожным семейством Караблие, из Претории.
В 2006 году в епархии был создан первый монастырь во имя святителя Нектария Эгинского и святителя Николая Чудотворца, расположенный близ водохранилища Хартбиспуртдам.
В мае 2008 года отмечалось 80-летие образования митрополии.

## Епископы
- 1 апреля 1928 — 28 апреля 1938 — Исидор (Георгиадис)
- 3 декабря 1939 — 1 июля 1966 — Никодим (Захарулис)
- 5 декабря 1968 — 13 января 1998 — Павел (Лингрис)
- 13 января 1998 — 2 октября 2000 — Иоанн (Захариу)
- 18 марта 2001 — 7 октября 2010 — Серафим (Киккотис)
- с 7 октября 2010 — Дамаскин (Папандреу)